# Vuelo 529 de Atlantic Southeast Airlines
El vuelo 529 de Atlantic Southeast Airlines era un Embraer EMB 120 Brasilia operado por Atlantic Southeast Airlines que se estrelló cerca de Carrollton, Georgia en los Estados Unidos el 21 de agosto de 1995, el vuelo era desde el Aeropuerto Internacional Hartsfield-Jackson al Aeropuerto Internacional de Gulfport-Biloxi, Misisipi. 9 de los 29 pasajeros y tripulantes a bordo finalmente murieron debido a las lesiones sufridas en el accidente. El accidente tuvo similitudes con otro que sucedió cuatro años antes (vuelo 2311 de Atlantic Southeast Airlines) que terminó con resultados catastróficos para los pasajeros y miembros de la tripulación. Las investigaciones de ambos accidentes concluyeron con un veredicto: un defecto de diseño en las hélices.

## Avión y tripulación
El vuelo 529 era un vuelo de pasajeros programado regularmente desde el Aeropuerto Internacional Hartsfield-Jackson de Atlanta hasta el Aeropuerto Internacional Gulfport-Biloxi en Gulfport, Mississippi.
El 21 de agosto de 1995, el vuelo fue operado utilizando un Embraer EMB 120RT Brasilia de 6 años y 5 meses con número de registro N256AS, un avión de cercanías biturbohélice. La aeronave realizó su primer vuelo en 1989 y fue entregada a Atlantic Southeast Airlines el 3 de marzo de ese mismo año. Antes del vuelo fatal, había realizado 18.171 ciclos (un ciclo puede definirse aproximadamente como un vuelo y acumulado un total de 17.151,3 horas de vuelo. La aeronave estaba equipada con un registrador de voz de cabina (CVR) y un registrador de datos de vuelo (FDR). 
El capitán del vuelo era Edwin «Ed» Gannaway, de 45 años, y el copiloto era Matthew «Matt» Warmerdam, de 28 años. Gannaway era un piloto habilidoso con un total de 9876 horas de experiencia de vuelo, incluidas 7374 horas de vuelo en el Embraer Brasilia. Warmerdam fue contratado por la aerolínea en abril de 1995 y había registrado un total de 1.193 horas de vuelo (incluidas 363 horas en el Embraer Brasilia) en el momento del accidente. La única azafata , Robin Fech, de 37 años, fue contratada por la aerolínea en febrero de 1993 y completó su último entrenamiento recurrente en enero de 1995.

## Accidente
El vuelo 529 salió del área de la rampa en Atlanta a las 12:10 hora del este, y despegó a las 12:23. A las 12:43:25, mientras subía a través de 18,100 pies, los ocupantes de la aeronave escucharon un ruido sordo, que el primer oficial Warmerdam describió más tarde como «un bate de béisbol golpeando un bote de basura de aluminio». Una de las palas de la hélice Hamilton Standard en el motor izquierdo había fallado y todo el conjunto se había desprendido, deformando la góndola del motor y distorsionando el perfil del ala. 
Aunque el EMB 120, como todos los aviones multimotor de categoría de transporte, está diseñado para volar con un motor inoperativo, la distorsión del motor provocó una resistencia excesiva y pérdida de sustentación en el lado izquierdo de la aeronave, lo que provocó que perdiera rápidamente altitud.
La tripulación de vuelo inicialmente trató de regresar a Atlanta para un aterrizaje de emergencia, pero el rápido descenso resultó en que fueran desviados al Aeropuerto Regional de West Georgia. El avión no pudo permanecer en el aire el tiempo suficiente y los pilotos comenzaron a buscar un espacio abierto para realizar un aterrizaje de emergencia, y finalmente se instalaron en un campo en el condado de Carroll, Georgia, cerca de la comunidad agrícola de Burwell y la ciudad de Carrollton. A las 12:52:45, antes de que pudiera comenzar el aterrizaje de emergencia, la aeronave se inclinó y comenzó una picada no comandada, golpeando las copas de los árboles antes de golpear el suelo de morro primero con una ligera inclinación hacia la izquierda, cuya fuerza arrancó el ala izquierda ya dañada. La aeronave patinó por el suelo durante cierta distancia hasta que golpeó una pendiente en el campo y volvió a volar brevemente, luego volvió a caer al suelo mientras guiñaba (giraba) sin control, antes de finalmente detenerse. La fuerza del impacto final partió el fuselaje por la mitad en torno a la zona de unión de las alas, rompiendo sus depósitos de combustible, lo que resultó fatal durante la evacuación del avión.

## Causa probable
La causa probable del accidente pudo ser la rotura de la hélice, tras descubrirse una fatiga del metal de las palas como resultado de la corrosión debida al cloro. Se habían producido dos fallos previos del mismo tipo, pero los aviones habían sido capaces de aterrizar sin problemas. La pala de la hélice no fue sometida a pruebas de ultrasonido el 19 de mayo de 1994, lo que produjo que no se descubriesen las anomalías que hubiesen supuesto la eliminación y recambio de la hélice. La pala fue enviada a una instalación de Hamilton, donde se descubrió que los trabajos de mantenimiento y revisión se estaban realizando incorrectamente. La pala de la hélice se instaló en la hélice en la aeronave siniestrada, el 30 de septiembre de 1994.
La Junta Nacional de Seguridad en el Transporte (NTSB) criticó a Hamilton Standard, encargada del mantenimiento las hélices, por ser la «inspección de la empresa insuficiente e ineficaz y las técnicas de reparación, formación, documentación y comunicación incorrectas», y también criticó tanto a Hamilton como a la Administración Federal de Aviación (FAA) por la «falta de requerimiento recurrente de inspecciones ultrasónicas de las palas en las hélices afectadas». Los cielos nublados y el techo de nubes bajos en el lugar del accidente también contribuyeron a la gravedad del accidente.

## Dramatización
El accidente se relata en el tercer episodio de la segunda temporada de Mayday: catástrofes aéreas, titulado «Como un pájaro herido».